# Schwarzenau (Neder-Oostenrijk)
Schwarzenau is een gemeente in de Oostenrijkse deelstaat Neder-Oostenrijk, gelegen in het district Zwettl (ZT). De gemeente heeft ongeveer 1600 inwoners.

## Geografie
Schwarzenau heeft een oppervlakte van 28,12 km². Het ligt in het noordoosten van het land, ten noordwesten van de hoofdstad Wenen en ten zuiden van de grens met Tsjechië.
Allentsteig · Altmelon · Arbesbach · Bad Traunstein · Bärnkopf · Echsenbach · Göpfritz an der Wild · Grafenschlag · Groß Gerungs · Großgöttfritz · Gutenbrunn · Kirchschlag · Kottes-Purk · Langschlag · Martinsberg · Ottenschlag · Pölla · Rappottenstein · Sallingberg · Schönbach · Schwarzenau · Schweiggers · Waldhausen · Zwettl
- Gemeinsame Normdatei: 4355066-6
- Library of Congress Control Number: n94016889
- Nationale Bibliotheek van Israël: 987007533255605171
- Virtual International Authority File: 151424043
- WorldCat: E39PBJqqtcJjgwvKx4PBTWg9Xd